# Jamie Smith
James 'Jamie' Smith (Alexandria, 20 november 1980) is een voormalig Schots betaald voetballer.

## Clubcarrière
Smith begon zijn carrière bij het Schotse Celtic. Na een verhuurperiode bij Livingston vertrok hij naar het Nederlandse ADO Den Haag, op zoek naar meer speeltijd. Bij ADO bleef hij één seizoen waarin hij in dertig competitiewedstrijden speelde en daarin één doelpunt maakte. Daarna vertrok hij opnieuw naar Schotland waar hij dit keer tekende bij Aberdeen. Bij Aberdeen speelde Smith een grote rol. Zo had hij een belangrijk aandeel in de 4-0 winst op het Deense FC Kopenhagen in de EUFA Cup, waarin hij twee doelpunten maakte.
In mei 2009 was hij in gesprek met Toronto FC uit de Major League Soccer. Toronto besloot hem uiteindelijk geen contract aan te bieden waarna Smith in juli 2009 bij Colorado Rapids tekende. Op 2 augustus 2013 maakte hij tegen Columbus Crew zijn MLS debuut voor Colorado. Op 29 augustus 2013 maakte hij tegen Houston Dynamo zijn eerste doelpunt voor Colorado Rapids. Op 10 januari 2014 maakte Smith bekend dat hij gestopt was met het spelen van professioneel voetbal. Hij wordt deel van de coaching groep bij de jeugd van Colorado Rapids.

## Interlandcarrière
Smith is twee keer uitgekomen voor Schotland. Zijn debuut maakte hij op 12 februari 2003 tegen Ierland.